# Centrakor
Centrakor est une enseigne de grande distribution, spécialisée dans l'équipement de maison et la décoration. Son concept est à mi-chemin entre discounter (Gifi, La Foir'Fouille) et magasin déco (Maisons du Monde). La chaîne possède 440 magasins.
Ses magasins possèdent une superficie moyenne de 1 500 m2.
Le chiffre d’affaires des 440 magasins, intégrés (95 magasins) et franchisés (345 magasins) est estimé à 1 milliard d’euros en 2020. L'entreprise emploie environ 5 000 salariés.

## Histoire
L'entreprise voit le jour en 1990 fondé par l'entrepreneur toulousain Frédéric Rous, tout d'abord en tant que centrale d'achat et de référencement.
En 2004, la centrale fournit une quarantaine de magasins, puis en 2006, elle rachète Malin Plaisir, une chaîne de quarante magasins.
En 2007, l'enseigne adopte le nom de Centrakor sous la nouvelle direction d'Olivier Rondolotto[source insuffisante]. Centrakor, qui appartient au groupe toulousain Cargo, agrandit alors son réseau de magasins indépendants installés dans les zones commerciales, en périphérie des villes. En 2011, Centrakor ouvre son 200e point de vente[source insuffisante].
Entre 2013 et 2018, Centrakor continue son expansion et rachète successivement les chaînes Michigan (Normandie), Cosy Crazy (Bretagne), Mac Dan (Sud-Est), X Price (Lyon) et Vima (Est). 
Après l'Est de la France avec l'acquisition de 21 magasins Vima en 2016, Centrakor s'implante sur la Côte d'Azur, en acquérant et en franchisant les ex-magasins Fly. Avec l’acquisition d’une partie des magasins Fly, l’enseigne dépasse en 2020 la barre des 440 points de vente[réf. nécessaire].
Centrakor se développe aussi depuis 2018, dans les territoires d’outre-mer en reprenant quatre magasins détenu par des anciens franchisés Tati, en Guyane, en Martinique et en Guadeloupe. Ainsi qu’en s’installant à La Réunion en 2020[source insuffisante]. 
Centrakor s’est aussi internationalisé en implantant un nouveau magasin en Belgique en 2019.
En 2021, Centrakor programme 25 ouvertures en France et 4 en Belgique.
En 2023, Centrakor compte plus de 450 magasins, dont six en Belgique et une implantation nouvelle à Valence en Espagne.